# Guntis Indriksons
Guntis Indriksons, né le 18 décembre 1955 à Vilpulka (lv) (alors en Union soviétique), est un ancien dirigeant sportif letton. Il a été à la fois président du club du Skonto Riga et président de la fédération lettonne de football entre 1996 et 2018 (LFF).

## Biographie
Ancien membre du KGB de 1981 à 1990, Guntis Indriksons s'est tourné vers le football et de 1991 à 2012, il est président du club du Skonto Riga et devient président de fédération de Lettonie de football (LFF) entre 1996 et 2018. Sous son mandat, la sélection lettonne a connu son apogée lors de l'épopée au Portugal à l'Euro 2004.